# Alois Czerny
Alois Czerny, křtěný Alois Josef (6. února 1847, Prostějov – 28. dubna 1917, Moravská Třebová) byl český etnograf německé národnosti, který se věnoval především výzkumu Hřebečska.

## Životopis
Alois Czerny byl původním povoláním učitel, jeho posledním působištěm byla Moravská Třebová, kde pracoval jako ředitel měšťanky. Vedl muzeum v Moravské Třebové. Společně s Franzem Spinou založil časopis Mitteilungen zur Volkskunde des Schönhengster Landes.

## Dílo
- Der politische Bezirk Mährisch-Trübau. Ein Beitrag zur Heimatskunde für Schule und Haus. Mähr.-Trübau 1882.
- Zur Kunstgeschichte Mähr.-Trübau's. Brünn 1899–1916.
- Die Friedhofskirche zu Mähr. Trübau. M. Trübau 1903.
- Der politische Bezirk Mährisch-Trübau. Heimatkunde für Schule und Haus. Mährisch-Trübau 1904.
- Sagen aus dem Schönhengster Land. Mährisch-Trübau 1905.
- Judas Thaddäus Josephus Supper. Ein Beitrag zur mährischen Kunstgeschichte. Brünn 1906, s. 132–176.